# Micropsectra curvicornis
Micropsectra curvicornis är en tvåvingeart som beskrevs av Chernovskij 1949. Micropsectra curvicornis ingår i släktet Micropsectra och familjen fjädermyggor. Inga underarter finns listade i Catalogue of Life.